# Оливера Иняц
Оливера Иняц (на черногорски: Оливера Ињац / Olivera Injac) е черногорска политичка и преподавателка от движение „Европа сега!“. Тя е заместник-председател на движение „Европа сега!“. Бивша министърка на отбраната на Черна гора в правителството на Здравко Кривокапич (2020 – 2022). От 2016 г. заема академичната длъжност доцент. От 13 април 2023 г. е кмет на Подгорица, като става първата жена кметица на града. Тя е автор на научни монографии, глави в книги и голям брой научни статии в областта на сигурността.

## Биография
Родена е на 1972 г. в Титоград, СР Черна гора, СФРЮ. Завършва основно и средно училище в Подгорица. През 1999 г. завършва Философския факултет на държавния Университет на Черна гора в Никшич, където продължава следдипломното си обучение в Центъра за международно сътрудничество със специалност „Европейска и Югоизточноевропейска интеграция“, завършва през 2005 г. През октомври 2005 г. тя защитава магистърската си теза на тема „Социологически аспекти на съвременния тероризъм в Европа“ във Факултета по политически науки на Университета на Черна гора в Подгорица. През януари 2011 г. защитава докторска дисертация на тема „Културен аспект на международната сигурност“ във Факултета по политически науки на Университета на Черна гора в Подгорица.
През януари – април 2007 г. завършва програмата за напреднали изследвания в сигурността в Европейския център за изследвания в областта на сигурността „Джордж Маршал“ в Гармиш-Партенкирхен, Германия. През април 2008 г. завършва програмата за представители на изпълнителната власт (Senior Executive Seminar) на тема „Миграция и международна сигурност: предизвикателства и възможности“.
През ноември-декември 2007 г. тя завършва програмата „Правни аспекти на борбата с тероризма“ в Института по отбрана за международни правни изследвания (DIILS) в Нюпорт, щата Роуд Айланд, САЩ.
От 2000 до 2008 г. работи като независим консултант-аналитик в Министерството на вътрешните работи на Черна гора, от 2000 до 2007 г. работи в отдела за сигурност на криминалната полиция и отдела за анализи, а от 2007 до 2008 г. работи в отдела за международно полицейско сътрудничество.
От 2008 г. преподава група дисциплини по сигурност във Факултета по хуманитарни науки на частния Университет на Доня Горица в Подгорица, от 2008 до 2011 г. като асистент, от 2011 до 2016 г. е доцент, а от 2016 г. е доцент професор. Била е гост-лектор в няколко университета и международни организации, участвала е в национални и международни изследователски проекти,работи като експерт-консултант на международни и национални институции.
Била е член на редакционния съвет на професионалното списание на Министерството на отбраната на Словения „Съвременни военни предизвикателства“ и на международния научен съвет на професионалното списание на Министерството на отбраната на Северна Македония „Съвременна македонска отбрана“.

## Политическа дейност
На 4 декември 2020 г. е назначена за министър на отбраната на Черна гора в правителството на Здравко Кривокапич. Правителството подава оставка на 28 април 2022 г.
Тя е избрана за заместник-председател на движение „Европа сега!“. След победата на Яков Милатович (от движение „Европа сега!“) на втория тур на президентските избори в Черна гора през 2023 г. движение „Европа сега!“ номинира Оливера Иняц за поста кмет на Подгорица. На 13 април събранието на столицата Подгорица, председателствано от Йелена Боровинич-Бойович, я избира за кмет, като заема мястото на Иван Вукович (от Демократическата партия на социалистите в Черна гора). Тя става първата жена кметица на Подгорица.